# Iglesia de Santiago (Cigales)
La iglesia de Santiago es un templo parroquial católico situado en Cigales, provincia de Valladolid (Castilla y León, España). Tiene planta de salón con tres naves de igual altura, más ancha la central, separadas por pilares cilíndricos sobre basamentos octogonales, basas áticas y capiteles toscanos, y cabecera formada por tres ábsides semicirculares.
La iglesia de Santiago también es llamada popularmente Catedral del Vino.

## Historia

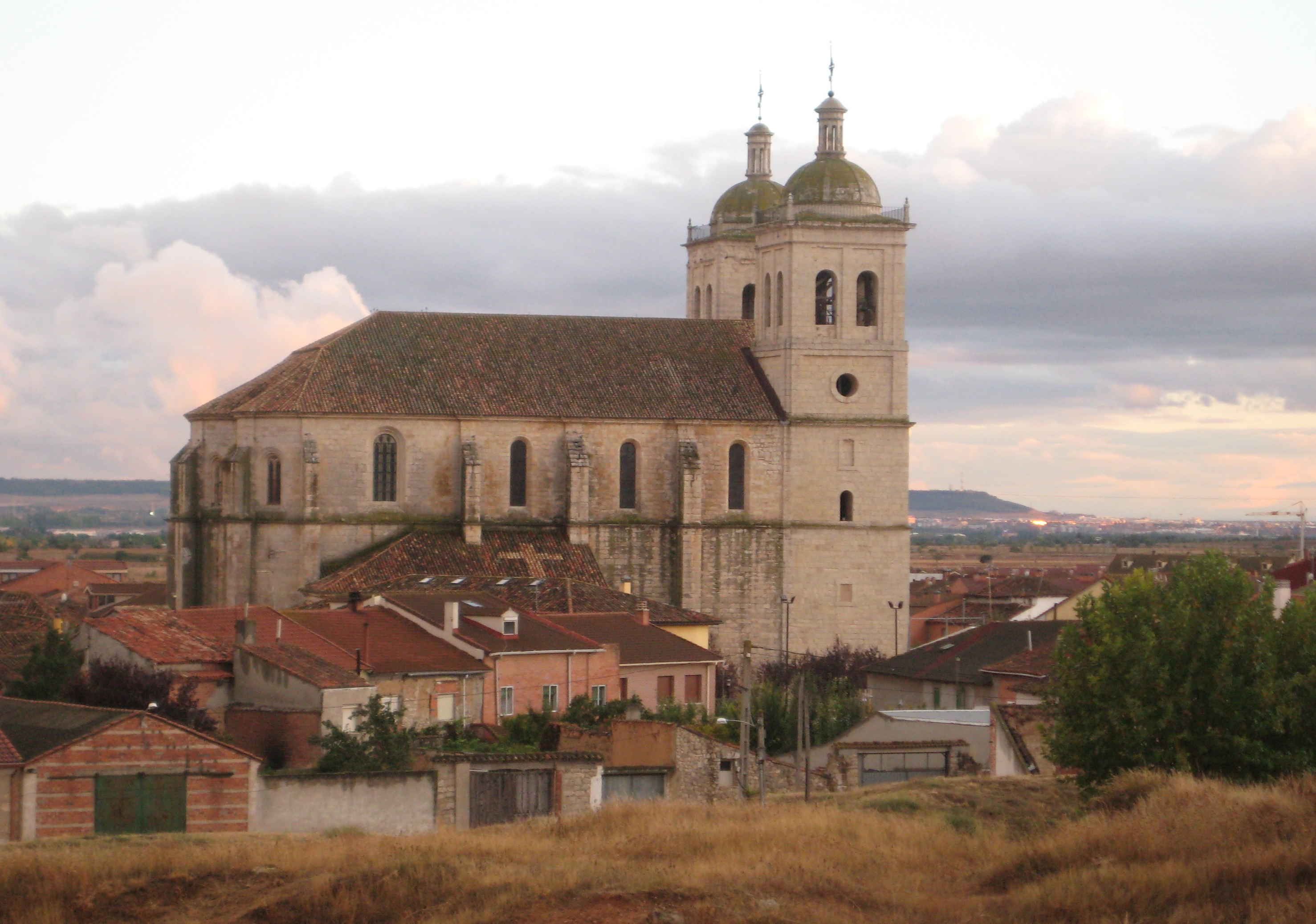
Vista desde las afueras

La iglesia de Santiago se empieza a construir en 1535 sobre un templo anterior, de menor tamaño, de paredes y bóvedas de cantería, con estructura de tres naves, torre con campanario y varias capillas.
La construcción del templo actual presenta un planteamiento unitario aunque responde a etapas perfectamente definidas:
- La primera fase, 1535-1590, corresponde a la construcción de la cabecera y primer tramo de la nave y ventanales, a cuyo frente estuvo Juan de Sarabia bajo proyecto de Rodrigo Gil de Hontañon.
- La segunda fase, 1591-1637, en la que se construyen el resto de las naves, las bóvedas, la fachada de Santiago y la de San Juan y parte de la torre norte. Al frente de la obra están Diego de Praves y su hijo Francisco.
- La tercera fase, 1768-1772, en que se hace el coro, las bóvedas del coro y el sotocoro, la portada de poniente y la torre sur.

## Exterior

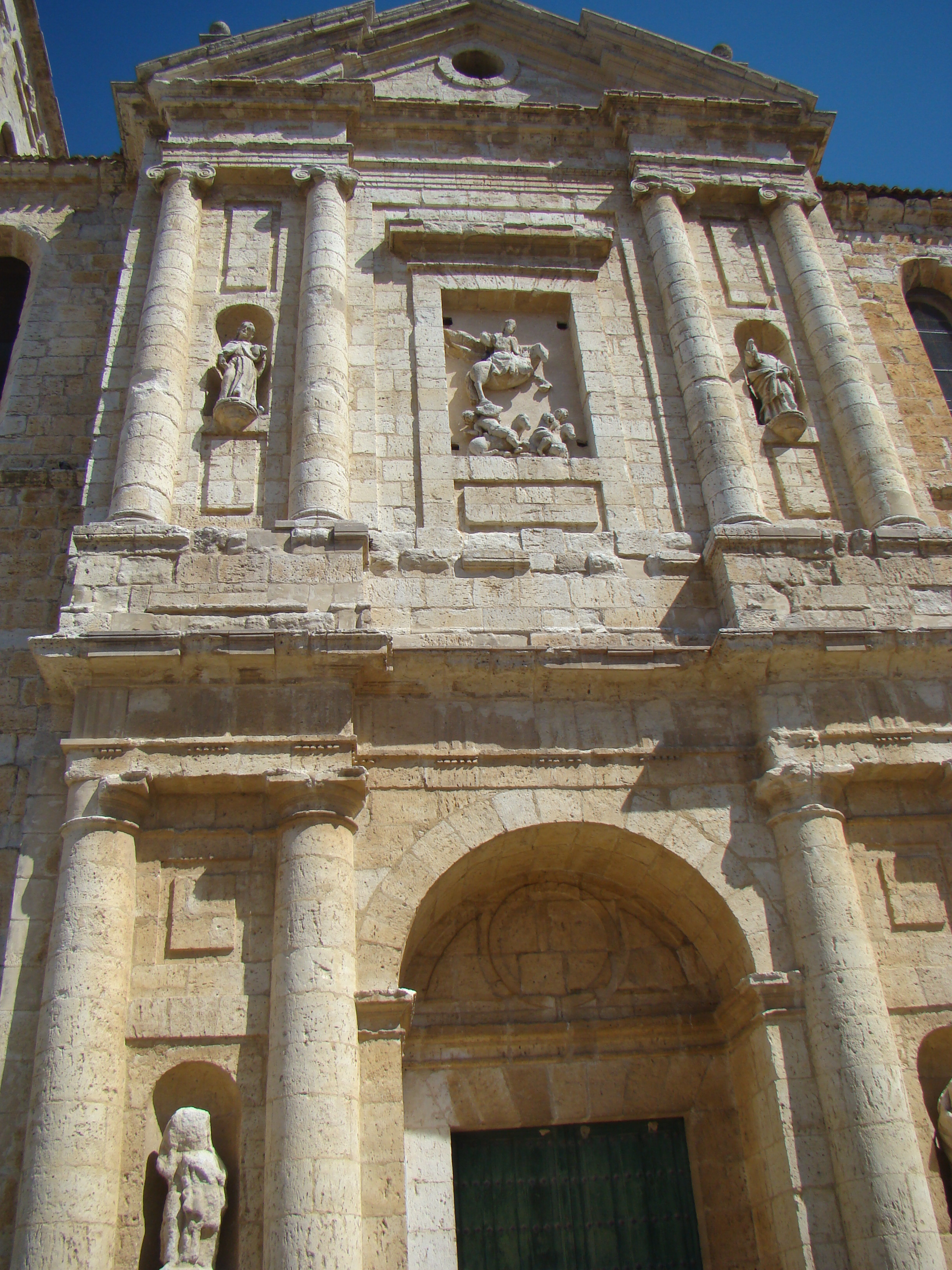
Portada sur

Al exterior se caracteriza por su monumentalidad. La fachada principal, en estilo herreriano, es obra de Diego de Praves. Consta de un cuerpo central dividido en dos pisos mediante una gran cornisa, el piso inferior, con arco de medio punto que cobija una puerta adintelada, rematada en cornisa a modo de dosel, y el superior, repitiendo el mismo esquema con ventana adintelada. Rematando el conjunto, un frontón con una cruz y bolas herrerianas sobre pedestales en los vértices.
A ambos lados se sitúan dos torres de cuatro cuerpos, el superior destinado a campanario con dobles huecos de medio punto por cada lado y sencilla barandilla de hierro, que rematan con cúpula, linterna, cupulín, cruz de forja de hierro y veleta.
La portada sur, o de Santiago, fue construida entre 1591 y 1606 bajo la dirección y planos de Diego de Praves. Se trata de una portada compuesta de dos cuerpos separados por entablamento y rematados en frontón. El cuerpo inferior consta de gran arco triunfal de medio punto que cobija puerta adintelada, flanqueada por pares de columnas con hornacinas con imágenes de San Pedro y San Pablo en los intercolumnios. El cuerpo superior, repitiendo el mismo esquema, presenta alto relieve de Santiago Matamoros en hornacina central. Remata el conjunto frontón triangular con óculo en el tímpano, encima bolas herrerianas sobre pedestal.

## Interior

### Retablo Mayor
Retablo de estilo Barroco y eucarístico, año 1666, dividido en tres calles y dos cuerpos. Dorados y estofados obra de Juan de las Puertas en 1683. La calle central contiene un altorrelieve de Santiago y las calles laterales contienen esculturas de San Pedro y San Pablo, obras del taller de Gregorio Fernández.

### Retablo de Santa Marina
Retablo de estilo rococó, año 1758, la hornacina central con imagen barroca de Santa Marina, año 1757, y a los lados, imagen de San Pedro Regalado, siglo XVIII. y San Andrés, año 1817.

### Capilla de San Juan
Capilla obra de Francisco de Bierna construida en 1614 con bóveda de arista adornada con rameados espinosos. Cuenta con retablo renacentista del último tercio del siglo XVI, dedicado a Nuestra Señora de los Dolores.
El retablo principal, de 1758, es de estilo rococó con estípites, dedicado a San Juan Bautista.